# 栗田陽介
栗田 陽介（くりた ようすけ）は、埼玉県深谷市出身のシッティングバレーボール選手。

## 人物
本庄第一高等学校に入学し、バレー部に所属。しかし1年時の2001年に夏休みに友人と訪れた長瀞町の長瀞渓谷で乗っていた岩畳が崩落し岩の間に左足が挟まれた。すぐに救急隊員が呼ばれたものの、足が深く挟まっており助け出すことができず、また大量に出血して危険な状態だったためやむを得ず足を切断して救出した。
翌年、リハビリとトレーニングの末に、義足をつけて部に復帰し高校3年時の関東大会にチームが出場した際には、1回戦の山梨県立谷村工業高等学校戦でピンチサーバーとしてジャンプサーブを打った（結果はサーブミス）。
その後、インターネットのチャットにてシッティングバレーボールに出会う。城西大学進学後の2004年にはチーム最年少としてアテネパラリンピック代表としてシッティングバレーボール競技に出場した。